# 4. HNL – Središte B

### Klubovi u Četvrta hrvatska nogometna liga - Središte "B" u sezoni 2011./12.
| Klub            | Mjesto       |
| --------------- | ------------ |
| NK Banovac      | Glina        |
| NK Bistra       | Bistra       |
| NK BSK          | Budaševo     |
| NK Lekenik      | Lekenik      |
| NK Laduč        | Laduč        |
| NK Libertas     | Novska       |
| NK Metalac      | Sisak        |
| NK Mladost      | Petrinja     |
| NK Mraclin      | Mraclin      |
| NK Polet        | Buševec      |
| NK Samobor      | Samobor      |
| NK Sava         | Strmec       |
| NK Savski Marof | Savski Marof |
| NK Strmec       | Bedenica     |
| NK Stupnik      | Stupnik      |
| NK Udarnik      | Kurilovec    |